# 花果山 (河南)
花果山，位於中华人民共和国河南省洛陽市宜陽縣穆冊鄉西南部，距洛陽市市區90公里，又名女兒山、石雞山、女山、天幾。有108座山峰，最高峰為海拔1831.8米的玉女峰，山與嵩縣、洛寧毗鄰。花果山屬冰川期地貌，景區有花果山北部、南部、石院牆、七峪溝、大里溝等，林濤起伏，重岩疊嶂，景色十分秀麗。1991年定為森林公園。